# Wschód Przemysłowy
Wschód Przemysłowy – jedna z dzielnic (jednostek strukturalnych) Włocławka. Według oficjalnego projektu Studium uwarunkowań i kierunków zagospodarowania przestrzennego z 2007 r. Wschód Przemysłowy stanowi tereny na wschód od ul. Zielnej i (częściowo) na wschód od Al. Kazimierza Wielkiego (m.in. rozległe zabudowania po Ursusie i Kombinacie Budowlanym), na północy graniczy z Wisłą, na wschodzie z Rybnicą, na południu ze Wschodem Leśnym. W latach siedemdziesiątych całą wschodnią część miasta nazywano oficjalnie dzielnicą Wschód, nie rozróżniano wówczas na Wschód Mieszkaniowy, Wschód Przemysłowy i Wschód Leśny, te nowe oficjalne nazwy funkcjonują głównie w dokumentach miejskich ostatnich lat, w prasie nadal dominuje określenie „dzielnica Wschód”. Wschód Przemysłowy i Rybnica nazywane są też niejednokrotnie „Osiedlem Wschód”.